# Cornelia Warelius
Cornelia (Cornilia) Maria Warelius, född 1933 i Rotterdam, är en nederländsk-svensk målare och tecknare. 
Hon är dotter till kyrkoherden Jan Hubertus Mulder och Gerda Swantje Bezemer och från 1956 gift med läkaren Torgny Stellan Warelius. Hon studerade vid konstakademien i Rotterdam 1949–1950 och genom privatlektioner för Leeflang 1948 och Ko Cossaar 1951–1952. Hon tilldelades ett akademistipendium från Rotterdams stadskollegium 1949 och 1950. Hon fortsatte sina konststudier genom självstudier under resor till England 1952, Spanien 1956, Tanganyika 1958–1959. Separat ställde hon bland annat ut i Rotterdam, Skellefteå, Lidköping, Överkalix och Luleå. Under sin vistelse i Afrika ställde hon ut Bukaba 1959. Hennes konst består av stilleben, porträtt, folklivsskildringar och landskapsskildringar utförda i olja eller gouache samt kolteckningar.